# هيكارو أوزاوا
هيكارو أوزاوا (باليابانية: 小澤 光) (9 مارس 1988 في كاناغاوا في اليابان – )؛ هو لاعب كرة قدم ياباني سابق كان يلعب كلاعب وسط.

## وصلات خارجية
- هيكارو أوزاوا على موقع رابطة كرة القدم اليابانية للمحترفين (اليابانية)
- هيكارو أوزاوا على موقع Soccerway.com (الإنجليزية)